# وادي المنيصر (فرع العدين)

تعديل مصدري - تعديل

وادي المنيصر محلة تابعة لقرية الغول، التابعة لعزلة الاخماس بمديرية فرع العدين إحدى مديريات محافظة إب في الجمهورية اليمنية، بلغ تعداد سكانها 160 حسب تعداد اليمن لعام 2004.